# Événements du Chaudron
Les événements du Chaudron sont des émeutes urbaines survenues à Saint-Denis de La Réunion en février et mars 1991.

## Déroulement
Déclenchées par l'interdiction d'émettre prononcée par le Conseil supérieur de l'audiovisuel qui frappe alors la chaîne de télévision Télé Free Dom, les émeutes trouvent une motivation plus profonde dans le chômage endémique atteignant le quartier du Chaudron, à l'est du centre-ville. Construit à l'initiative de Michel Debré à la suite de la destruction des bidonvilles apparus dans les premières hauteurs de la ville, ce quartier a déjà été le siège de violences urbaines moins graves en 1973, des manifestations dégénérant alors en heurts contre les CRS.
C'est de là que partent les premières escarmouches entre la police et des jeunes délinquants, alors communément appelés kanyars en créole réunionnais. Ceux-ci n'hésitent pas à se servir de cocktails Molotov pour incendier les nombreuses concessions automobiles et autres magasins d'ameublement situées dans la zone.
L'un des feux finit par provoquer la mort de quelques incendiaires dans un bâtiment commercial qu'ils pillaient. Une accalmie s'ensuit rapidement. Mais la ville sera à nouveau secouée par une flambée de violence en décembre 1992 et la commune du Port sera alors également concernée.
Le 21 février 2012 à la suite d'une manifestation de transporteurs, des événements du même type se reproduisent, et ont même gagné les villes du Port, de la Possession et de Saint-Benoît.

## Médiatisation et conséquences politiques
Survenant cinq années après ceux qui ont bousculé la Nouvelle-Calédonie, les événements seront amplement couverts par la presse métropolitaine et étrangère en dépit de la concurrence dont ont alors à souffrir les images réunionnaises de celles de la fin de la Guerre du Golfe.
Événement traumatique pour la classe politique réunionnaise, les émeutes l'amènent à constater les taux de chômage records enregistrés dans l'île et à soutenir les initiatives nationales en faveur de la relance des budgets de l'Agence nationale pour l'insertion et la promotion des travailleurs d'outre-mer. Cette dernière doit permettre de soulager la démographie locale en encourageant la mobilité des chômeurs et leur migration vers la métropole.
Les événements du Chaudron font en tout cas toujours figure d'épouvantail aujourd'hui à chaque fois que la situation sociale se dégrade localement. On parle alors d'un éventuel « réveil du Chaudron ». Celui-ci n'est jusqu'ici jamais survenu.

## Filmographie
- Le Soleil donne (1991), film 26' réalisé au moment des émeutes par Sandro Agénor et qui donne la parole aux habitants, les jeunes notamment, du Chaudron.